# Spilosoma pallida
Spilosoma pallida là một loài bướm đêm thuộc phân họ Arctiinae, họ Erebidae.